# Viện Lịch sử Nghệ thuật Hà Lan

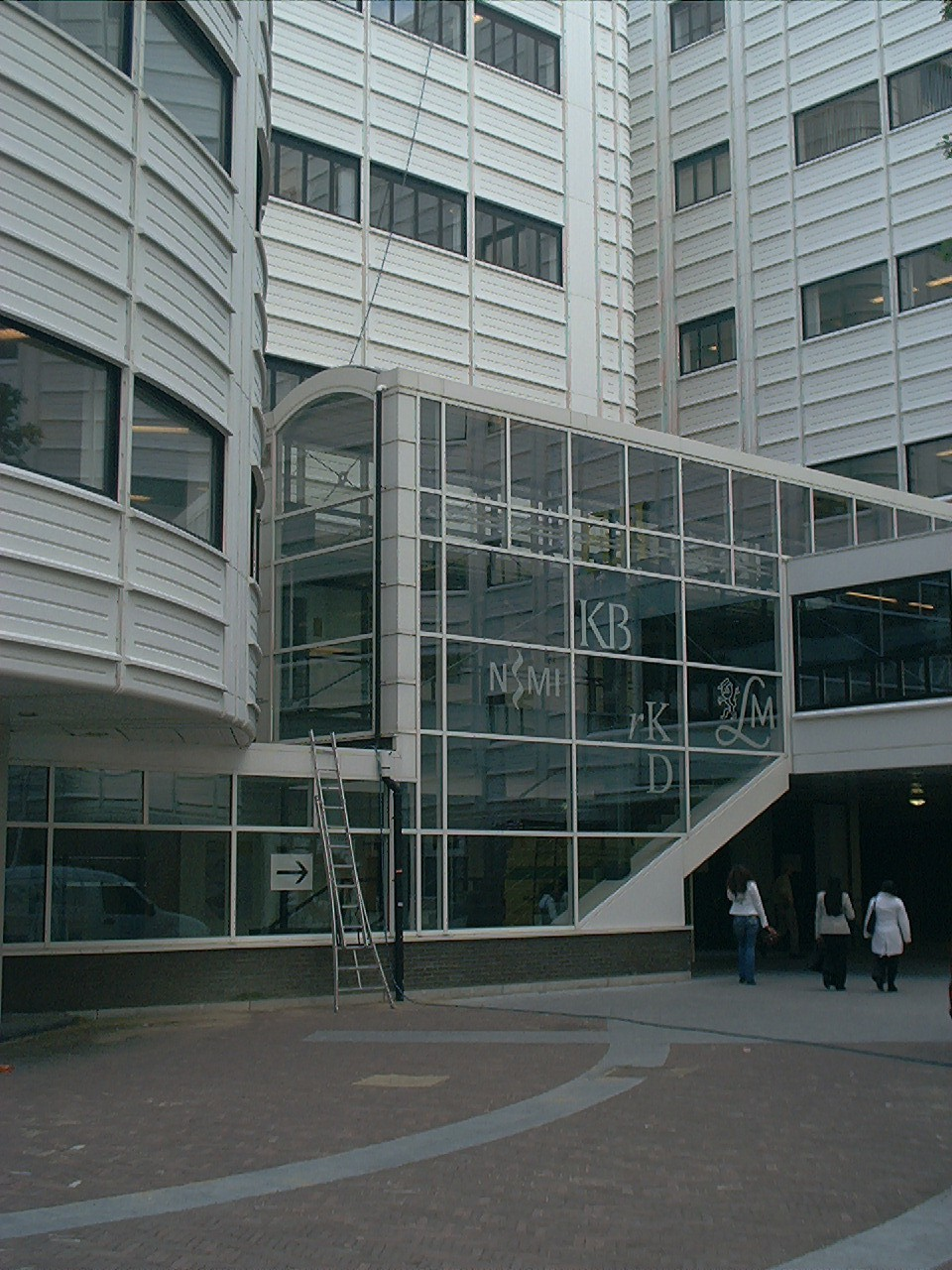
Như các logo trên cửa sổ hiển thị, RKD chia sẻ cùng tòa nhà (nằm gần Den Haag Centraal) với Nederlands Letterkundig Museum (LM), Huygens ING, Viện âm nhạc Hà Lan (NMI) và Koninklijke Bibliotheek.

Viện Lịch sử Nghệ thuật Hà Lan hay RKD (viết tắt của tiếng Hà Lan: RKD-Nederlands Instituut voor Kunstgeschiedenis, tiếng Anh: Netherlands Institute for Art History) tọa lạc tại The Hague và là trung tâm lịch sử nghệ thuật lớn nhất trên thế giới. Trung tâm chuyên về tài liệu, tài liệu lưu trữ và sách về nghệ thuật phương Tây từ cuối thời trung cổ cho đến thời hiện đại. Tất cả đều mở cho công chúng, và phần lớn đã được số hóa và có sẵn trên trang web của họ. Mục tiêu chính của văn phòng là thu thập, phân loại và làm cho nghiên cứu nghệ thuật có sẵn, đáng chú ý nhất là trong lĩnh vực của Dutch Masters.
Thông qua các cơ sở dữ liệu có sẵn, khách truy cập có thể hiểu rõ hơn về bằng chứng lưu trữ về cuộc sống của nhiều nghệ sĩ trong các thế kỷ qua. Thư viện sở hữu khoảng 450.000 đầu sách, trong đó ca. 150.000 là danh mục đấu giá. Có khoảng 3.000 tạp chí, trong đó 600 hiện đang cho phép đăng ký thuê bao. Mặc dù hầu hết các văn bản là tiếng Hà Lan, định dạng hồ sơ tiêu chuẩn bao gồm một liên kết đến các mục trong thư viện và hình ảnh của các tác phẩm đã biết, bao gồm tiếng Anh cũng như các tiêu đề tiếng Hà Lan.
RKD cũng quản lý phiên bản tiếng Hà Lan của Nghệ thuật và Kiến trúc Thesaurus, một từ điển thuật ngữ để quản lý thông tin về nghệ thuật và kiến trúc. Phiên bản gốc là một sáng kiến của Viện nghiên cứu Getty ở Los Angeles, California.

## Lịch sử
Bộ sưu tập đã được Frits Lugt, nhà sử học nghệ thuật và chủ sở hữu của một bộ sưu tập lớn các bản vẽ và bản in, và Cornelis Hofstede de Groot (1863–1930), một nhà sưu tầm, nhà sử học nghệ thuật và người phụ trách bảo tàng. Cuộc chinh phục của họ đã hình thành nền tảng cho cả bộ sưu tập nghệ thuật và thư viện, hiện chủ yếu nằm trong Koninklijke Bibliotheek (Thư viện Quốc gia).

## Trang web truy cập mở
Mặc dù không phải tất cả các tài liệu của thư viện đã được số hóa, nhưng phần lớn siêu dữ liệu của nó có thể truy cập trực tuyến. Bản thân trang web có sẵn ở cả giao diện người dùng tiếng Hà Lan và tiếng Anh.

### Trang nghệ sĩ trực tuyến
Trong cơ sở dữ liệu nghệ sĩ RKDartists, mỗi nghệ sĩ được gán một số định danh bản ghi. Để tham khảo trực tiếp một trang nghệ sĩ, hãy sử dụng mã được liệt kê ở dưới cùng của bản ghi, thường có dạng: https://rkd.nl/en/explore/artists/ theo sau là số hồ sơ của nghệ sĩ. Ví dụ, số hồ sơ nghệ sĩ cho Salvador Dalí là 19752, vì vậy trang nghệ sĩ RKD của anh ấy có thể được tham khảo.

### Trang tác phẩm nghệ thuật trực tuyến
Trong cơ sở dữ liệu hình ảnh RKDimages, mỗi tác phẩm nghệ thuật được gán một số định danh bản ghi. Để tham khảo trực tiếp một trang tác phẩm nghệ thuật, hãy sử dụng mã được liệt kê ở dưới cùng của bản ghi, thường có dạng: https://rkd.nl/en/explore/images/ theo sau là số bản ghi của tác phẩm nghệ thuật. Ví dụ: số kỷ lục tác phẩm nghệ thuật cho The Night Watch là 3063, vì vậy trang tác phẩm nghệ thuật RKD của nó có thể được tham chiếu.

### Từ điển trực tuyến về thuật ngữ nghệ thuật
Từ điển Nghệ thuật và Kiến trúc cũng chỉ định một bản ghi cho mỗi thuật ngữ, nhưng những điều này không thể được tham chiếu trực tuyến theo số hồ sơ. Thay vào đó, chúng được sử dụng trong cơ sở dữ liệu và cơ sở dữ liệu có thể được tìm kiếm cho các thuật ngữ. Ví dụ, bức tranh có tên "The Night Watch" là một bức tranh của dân quân và tất cả các hồ sơ phù hợp với từ khóa này (tiếng Hà Lan: algemene trefwoord) có thể được nhìn thấy bằng cách chọn nó từ màn hình hình ảnh.
Từ điển đồng nghĩa là một tập hợp các thuật ngữ chung, nhưng RKD cũng chứa một cơ sở dữ liệu cho một hình thức mô tả tác phẩm nghệ thuật thay thế, mà ngày nay hầu hết chứa đầy các tài liệu tham khảo trong Kinh thánh. Đây là cơ sở dữ liệu iconclass. Để xem tất cả các hình ảnh mô tả điệu nhảy của Miriam, mã lớp biểu tượng 71E1232 có thể được sử dụng làm thuật ngữ tìm kiếm đặc biệt.